# Лободине
Лобо́дине —  село в Україні в Миргородському районі Полтавської області. Населення становить 141 осіб. Входить до складу Сергіївської сільської громади.

## Географія
Село Лободине розташоване за 4.5 км від лівого берега річки Хорол. За 1 км розташоване село Чернече.
По селу тече струмок, що пересихає із заґатою. 

## Історія
1628 — дата заснування. 
Село постраждало внаслідок геноциду українського народу, проведеного окупаційним урядом СРСР 1923-1933 та 1946-1947 роках.
До 2016 року орган місцевого самоврядування — Сергіївська сільська рада.
Після ліквідації Гадяцького району у липні 2020 року увійшло до Миргородського району.

## Населення

### Мова
Розподіл населення за рідною мовою за даними перепису 2001 року:
| Мова       | Кількість | Відсоток |
| ---------- | --------- | -------- |
| українська | 139       | 98.58%   |
| румунська  | 2         | 1.42%    |
| Усього     | 141       | 100%     |